# Bodo von Wedel
Bodo von Wedel (* 16. August 1891 in Berlin; † 10. Juni 1969 in Samedan) war ein Reichsbankdirektor.
Bodo von Wedel war fünftes Kind und einziger Sohn des Chefredakteurs der Zeitschrift „Deutscher Sport“ Franz  von Wedel (1853–1914) und der Bertha Lehmann. Er blieb unverheiratet.
Wedel studierte Jura und wurde als Rechtsreferendar 1914 von der Universität Greifswald mit der Schrift „Die Anwendbarkeit der Vorschriften des § 419 BGB im Handelsrecht, insbesondere bei der Übernahme eines Handelsgeschäftes“ zum Dr. jur. promoviert. Seit 1916 war er Angestellter der Reichsbank, in deren Dienst er, seit 1935 als Reichsbankdirektor, bis zu seinem krankheitsbedingten Ausscheiden im Jahre 1944 verblieb.
Zwischen 1931 und 1944 war er mit der sog. Stillhaltung befasst und genoss insofern „in ausländischen Bankenkreisen einen ausgezeichneten Ruf“, wodurch er dazu beitragen konnte, dass das Basler Stillhalteabkommen von 1931 „reibungslos und zur Zufriedenheit aller Partner funktionierte“. Während des Krieges war er Treuhänder des in Deutschland gelegenen Vermögens amerikanischer und britischer Banken. Carl Friedrich Goerdeler notierte ihn als künftigen Vizepräsidenten der Reichsbank. Am 21. April 1948 wählte ihn der Zentralbankrat der Bank deutscher Länder in Abwesenheit einstimmig zum stellvertretenden Präsidenten des Direktoriums, und am 5. Mai 1948 zum Präsidenten des Direktoriums. Wedel nahm beide Wahlen nicht an.